# Béla Bartók
Béla Bartók, madžarski skladatelj, etnomuzikolog in pianist, * 25. marec 1881, Sânnicolau Mare, Romunija, † 26. september 1945, New York, ZDA.
Bartók je poleg Zoltána Kodályja, Györgyja Ligetija in Franza Liszta eden najslavnejših skladateljev madžarskega rodu. Klavir se je učil pri svoji materi, prvo skladbo pa je skomponiral že pri desetih letih.

## Življenjepis
Njegov oče je bil direktor kmetijske šole in dobro igral violončelo, mati pa je bila učiteljica. Imel je mlajšo sestro Elza (* 1885). Po zgodnji smrti svojega očeta leta 1888 je njegova mati prevzela izobraževanje, tudi klavirja. Najprej so živeli v Nagyszőllős (danes Vynohradiv, Ukrajina) in Bistriti. Ker je mati dobila službo v Pressburgu (danes Bratislava), so se tja preselili. Od leta 1893 se je učil glasbo in kompozicijo pri profesorju Ladislavu Erkelu. Leta 1899 je dobil štipendijo in se vpisal na glasbeno akademijo v Budimpešti, ki jo je ustanovil Liszt. Leta 1903 je imel koncert na Dunaju in se posvetil komponiranju. leta 1904 je krajši čas bival v Berlinu, kjer je napisal Rapsodijo za klavir in orkester. 
Po vrnitvi v Budimpešto je z Zoltanom Kodályjem raziskoval madžarske ljudske pesmi. Leta 1907 je Bartók prevzel mesto profesorja klavirja na budimpeštanski glasbeni akademiji in nadaljeval z ustvarjanjem glasbenih del. Leta 1909 se je Bartók poročil s svojo prvo ženo, Marto Ziegler. Nje je posvetil edino opero, ki jo je napisal, Grad vojvode Sinjebradca (madžarsko originalno A kékszakállú herceg vára). 
Do leta 1920 je bila njegova glasba pretežno atonalna, kasneje pa se je prepustil toku glasbenega neoklasicizma. 
Po koncu prve svetovne vojne je Bartok odšel na mnoga gostovanja. Leta 1923 se je ločil od prve žene in poročil z učenko Ditto Pásztory, ki ga je spremljala na klavirju. Leta 1939 je bil v Švici in ob izbruhu 2. svetovne vojne emigriral v ZDA, kjer pa ni našel pravega navdiha za ustvarjalno delo. V skromnih razmerah in v deželi, ki je ni zanimala njegova glasba, se je počasi načenjalo tudi njegovo zdravje. Da bi preživeli je žena igrala klavir, sam pa je imel nekaj predavanja na Harvard University. Ameriško združenje skladateljev, avtorjev in založnikov (ASCAP) mu je pomagalo z naročili in financiranjem zdravljenja. Zbolel je za levkemijo in septembra leta 1945 umrl v New Yorku. Pokopan je bil na pokopališču  Ferncliff v Hartsdale (New York), po padcu komunizma na Madžarskem pa so oblasti 7. julija 1988 posmrtne ostanke kot  državni pogreb preselile na pokopališče Farkasrét v Budimpešti.
Poleg komponiranja je Bartók znan po sistematičnem zbiranju ljudskih pesmi. Potoval je preko Madžarske, Romunije, Slovaške, Transilvanije, Turčije in Severne Afrike, zbral je več kot 10.000 skladb in jih posnel ali zapisal. Poleg tega je govoril in pisal v več jezikih, vključno z angleščino, nemščino, francoščino in ruščino.

## Delo
Na njegovo zgodnje skladateljsko delo sta močno vplivala Liszt in Richard Strauss, vendar je že v svoji prvi pomembnejši simfonični skladbi Kossuth (1903) pokazal svojevrstne smernice, na katerih je gradil vse življenje. Leta 1904 je začel zbirati podatke o ljudski glasbi in uporabljal postopek snemanja ljudskih godcev na voščene valje. Stik z ljudsko glasbo je močno vplival na njegov stil komponiranja, saj je tovrstne ritmične in melodične elemente vključeval v svoje skladbe. Hkrati je bil tudi eden izmed pionirjev tedaj nove veje muzikologije, etnomuzikologije.
Še posebej pomemben je bil na področju komorne skladbe (na primer godalnih kvartetov, violinskih sonat ali sonat za violino solo). Bartóku je uspelo sestaviti tudi didaktična dela, ki so primerna ne le za pouk instrumenta ampak tudi za koncertno dvorano ali snemanje. Nekatera Bartokova dela so uporabljena tudi kot filmska glasba (Glasba za godala, tolkala in celesto v filmu Stanleyja Kubricka "The Shining" - Izžarevanje - 1980).

## Pomembnejša dela
Orkestrska glasba
- 3 klavirski koncerti
- 2 violinska koncerta
- koncert za violo in orkester (nedokončan)
- Koncert za orkester (1942–43, revidiran leta 1945)

Koralna glasba
- Cantata Profana (1930)
- »Iz starih časov« (1935)

Komorna glasba
- Sonata za 2 klavirja in tolkala
- Glasba za godala, tolkala in čelesto
- 6 godalnih kvartetov
- 3 sonate za violino in klavir

Klavirska glasba
- Allegro barbaro (1911)
- Sonatina (1915)
- Romunski ljudski plesi (1915)
- Sonata (1926)
- Mikrokozmos (1926, 1932–39)

Scenska glasba
- Grad vojvode Sinjebradca, opera
- Čudežni mandarin, balet
- Leseni princ, balet